# アルベルト・アインシュタイン賞

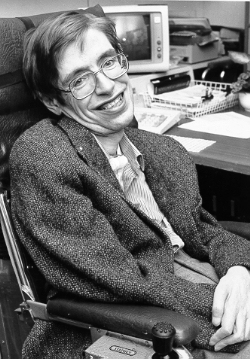
1978年の受賞者、スティーヴン・ホーキング

アルベルト・アインシュタイン賞（アルベルト・アインシュタインしょう、英語: Albert Einstein Award）は、かつてあった理論物理学者に贈られる賞である。受賞者にはメダルが贈られることから、誤って「アルベルト・アインシュタイン・メダル」と呼ばれることもあったが、これは別の賞の名前である。
アルベルト・アインシュタインの70歳の誕生日を記念して、ルイス・アンド・ローザ・ストラウス記念基金(Lewis and Rosa Strauss Memorial Fund)を原資として1951年に創設された。受賞者には、彫刻家ギルロイ・ロバーツによるアインシュタインの肖像が刻まれた金メダルのほか、賞金1万5千ドル（後に5千ドルに減額）が贈呈された。受賞者はプリンストン高等研究所の委員会（当初の委員はアインシュタイン、オッペンハイマー、ノイマン、ワイルら）によって選定された。
この賞は、後に創設されたアインシュタインを記念した賞（アルベルト・アインシュタイン世界科学賞（1984年創設）、アルベルト・アインシュタイン・メダル（1979年創設））、あるいは、息子の土木学者ハンス・アルベルト・アインシュタインにちなんだハンス・アルベルト・アインシュタイン賞（1988年創設）とよく混同される。この賞は、これらの賞よりも早く、アインシュタインが存命中でプリンストン高等研究所の教授だった時期に創設されたものである。ニューヨーク・タイムズはこの賞を「アメリカ合衆国の同種の賞の中で最高の賞」と評していた。あるいは、「ノーベル賞に匹敵する権威のある賞」とも評された。

## 受賞者
| 年     | 氏名                                         | 出典         |
| ------ | -------------------------------------------- | ------------ |
| 1951年 | クルト・ゲーデル、ジュリアン・シュウィンガー | [ 2 ] [ 10 ] |
| 1954年 | リチャード・ファインマン                     | [ 3 ]        |
| 1958年 | エドワード・テラー                           | [ 11 ]       |
| 1959年 | ウィラード・リビー                           | [ 12 ]       |
| 1960年 | レオ・シラード                               | [ 13 ]       |
| 1961年 | ルイス・ウォルター・アルヴァレズ             | [ 4 ]        |
| 1965年 | ジョン・ホイーラー                           | [ 14 ]       |
| 1967年 | マーシャル・ローゼンブルース                 | [ 5 ]        |
| 1970年 | ユヴァル・ネーマン                           | [ 15 ]       |
| 1972年 | ユージン・ウィグナー                         | [ 16 ]       |
| 1978年 | スティーヴン・ホーキング                     | [ 9 ]        |
| 1979年 | トゥーリオ・レッジェ                         | [ 17 ]       |